# Сто франков «Чёрная»
Сто франков Чёрная — французская банкнота, эскиз которой разработан 16 марта 1848 года и пущена в оборот в течение месяца, а 14 сентября 1848 года новый проект официально утверждён Банком Франции. Она стала первой банкнотой номиналом сто франков.

## История
Банкнота была выпущена 15 марта 1848, в неспокойное время, связанное с французской революцией 1848 года. Это первая банкнота, которая не имела надпись «будет оплачена денежными средствами, на предъявителя на сумму …», то есть не могла обмениваться в Банке Франции на монеты из драгоценных металлов. Это положение было отменено в 1850 году, когда государственный бюджет был восстановлен.
Провозглашение Второй Республики 25 февраля 1848 года вызвало панику, которая вылилась потоком вкладчиков в офисы Банка Франции и вызвала издание указа от 15 марта 1848, по которому банкноты не обменивались на монеты из драгоценных металлов. Этим же постановлением Банк Франции выпустил банкноту 100 франков для облегчения денежного обращения.
Банкноты изготовлены и пущены в оборот в течение месяца. Они изъяты из обращения в июне 1849, после запуска в печать новой серии банкнот, которая содержала миниатюры с банкноты 500 франков 1817 года.
Перестала быть законным платежным средством в декабре 1897 года.

## Описание

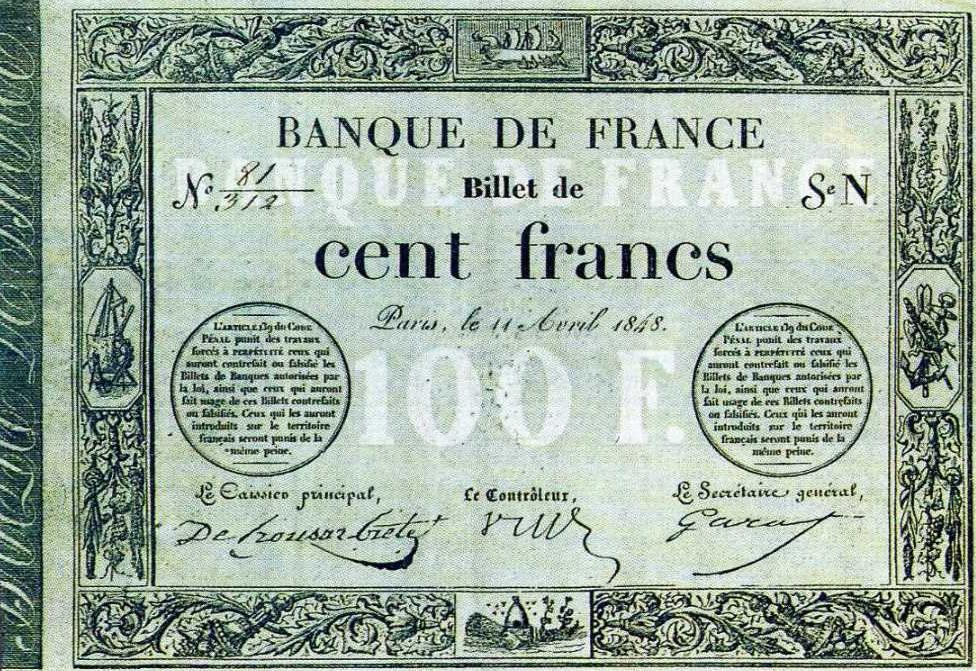
100-франковая «временная» банкнота

100-франковая «временная» банкнота литографирована в зелёный цвет. Эта версия названа «предварительной» (Provisoire), банкноты напечатаны на белой бумаге, покрытой зелёным фоном литографической печати. Банкноты посвящены темам: сельское хозяйство, промышленность, торговля и мореплавание. В общей сложности было выпущено около 80.000 банкнот этой серии. Банкнота была изъята из обращения в июне 1849 года и сейчас встречается крайне редко.
Второй вариант этой банкноты называется «окончательный» (Définitif): это белая банкнота с черной печатью, выпущена на специальной бумаге. Сюжеты неоклассицизма взяты с банкноты 500 франков 1817 года. Фриз с левой стороны банкноты воспроизводит каллиграфическими буквами надпись «Banque de France». Водяной знак «100 Fr Banque de France».
С 1848 по 1862 г., Банк Франции выпустил 552.5000 экземпляров этих банкнот. Размеры банкноты 180 мм х 112 мм.

## Также
- Французский франк